# 一宮高等技能専門学院
一宮高等技能専門学院（いちのみやこうとうぎのうせんもんがくいん）は、職業訓練法人一宮職業訓練協会が運営する認定職業訓練による職業能力開発校。一宮職業訓練協会は1979年（昭和54年）に設立され、尾張西北部地域の事業主を会員として組織されている。

## 訓練科
- 縫製科
- 医療事務科
- OAシステム科
- 建築設計科
- 園芸造園科
- 経理事務科

## 所在地
- 一宮市森本5-25-3 一宮地域職業訓練センター内

## 概要
普通職業訓練普通課程と普通職業訓練短期課程の職業訓練を実施している。